# Ladies Drive
Ladies Drive es una revista suiza para mujeres y se ve a sí misma como una revista de negocios para mujeres. Ladies Drive fue fundada por Sandra-Stella Triebl y es publicada por Swiss Ladies Drive GmbH, Lutzenberg, Appenzell Ausserrhoden. La revista se publicó por primera vez en marzo de 2008 y aparece trimestralmente. En 2009, la circulación vendida certificada fue de 5800 emisiones, la circulación total certificada de 9242 emisiones por emisión. En 2010, la circulación vendida certificada en Suiza fue de 16256 emisiones por emisión. El volumen total certificado en 2018 fue de 28106 números por número.

## Concepto
Las contribuciones temáticas se complementan con retratos de mujeres y hombres en puestos directivos. El concepto editorial prevé trabajar exclusivamente con mujeres y hombres de negocios y no con periodistas. Los grupos destinatarios son mujeres en puestos gerenciales medios a altos, emprendedoras, gerentes, emprendedoras de una sola mujer entre las edades de 25 y 65. Ladies Drive coopera con organizaciones empresariales de mujeres en Suiza y países vecinos.

## Enlaces web
- www.ladiesdrive.tv